# Ernst Volckheim

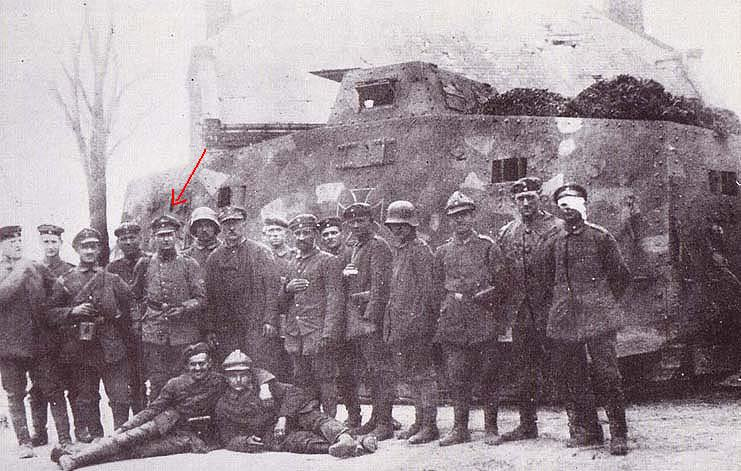
Leutnant Volckheim (Pfeil) mit seiner Panzerbesatzung 560 „Alter Fritz“ kurz vor Kriegsende 1918

Ernst Volckheim (* 11. April 1898 in Bornheim; † 1. September 1962) war ein deutscher Oberst und gilt als Mitschöpfer der deutschen Panzertruppe. Seine Anfang der 1920er Jahre entwickelten Konzepte zum Einsatz von Panzern waren die Grundlage für die späteren Theorien von General der Panzertruppe Oswald Lutz, Generaloberst Heinz Guderian oder General der Panzertruppe Walther Nehring.

## Leben

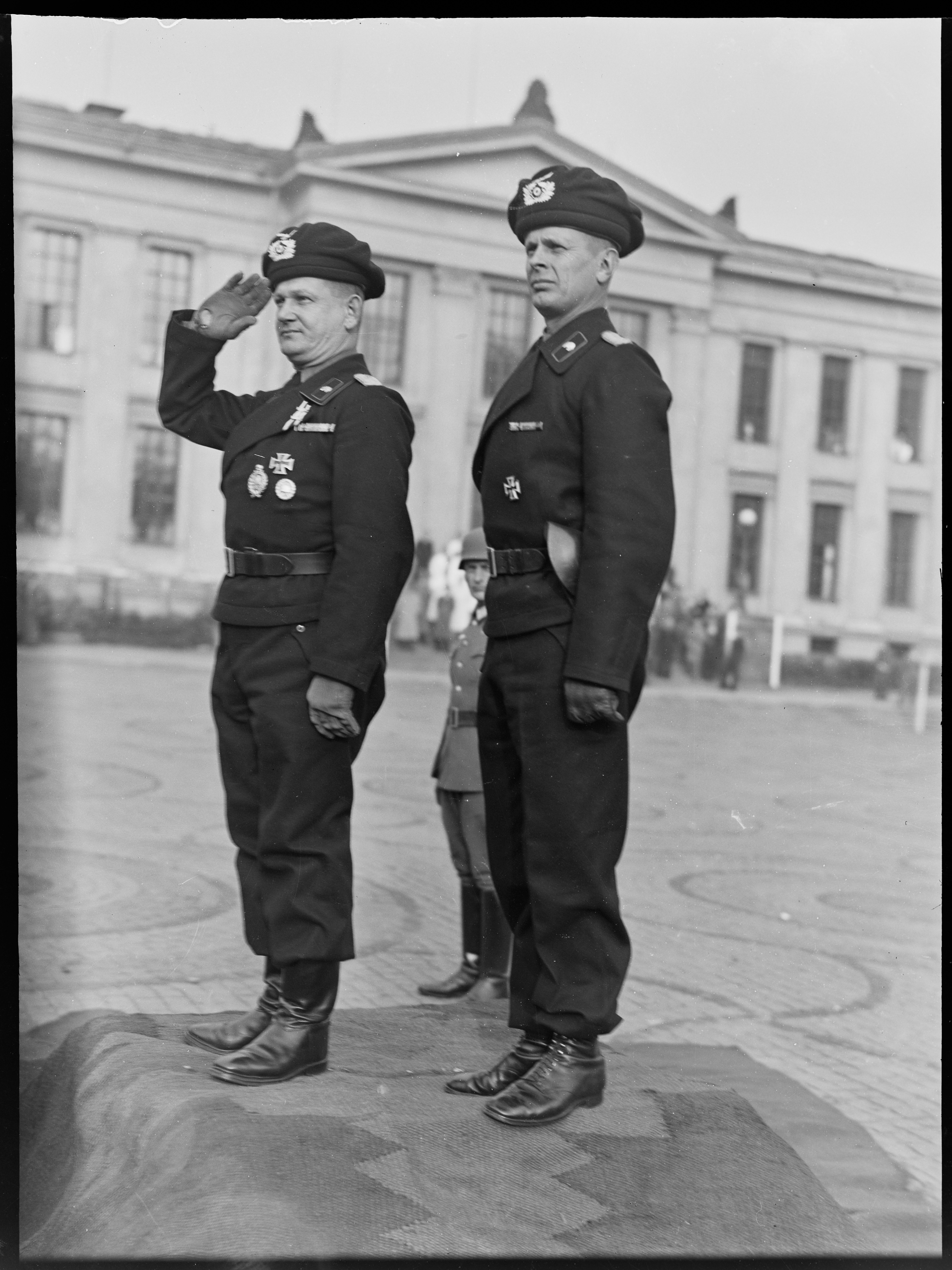
Ernst Volckheim (links), Panzer-Abteilung z.b.V. 40, Oslo, Norwegen 1940.

Volckheim trat während des Ersten Weltkriegs 1915 als Freiwilliger in die Preußische Armee ein und erhielt am 1. April 1916 das Offizierspatent als Leutnant. 1917 war er Führer einer Maschinengewehr-Kompanie an der Westfront. Als Angehöriger einer Schweren Kampfwagen-Abteilung kämpfte Volckheim im April 1918 in der Schlacht um Villers-Bretonneux. Kurz vor Kriegsende wurde er bei Gefechten mit seinem Sturmpanzerwagen A7V schwer verwundet. Für seine Leistungen während des Krieges war er mit beiden Klassen des Eisernen Kreuzes sowie dem Verwundetenabzeichen in Silber ausgezeichnet worden. Später erhielt er auch noch das Kampfwagen-Erinnerungsabzeichen.
Nach Kriegsende wurde Volckheim in die neu aufgestellte Reichswehr übernommen und diente in der Kraftfahrtruppe. Mit der Versetzung in die Inspektion der Verkehrstruppen Breslau-Süd am 21. Februar 1919 begann auch seine theoretische Arbeit zum Einsatz des Panzerwagens als Element der Gefechtsführung. 1925 wurde Volckheim als Oberleutnant zur Infanterieschule nach Dresden versetzt, um dort Panzerkampf und das Gefecht der motorisierten Truppen zu lehren.
Zwischen 1923 und 1927 veröffentlichte er zahlreiche Artikel und Bücher zum Thema Panzerkampf in der Zeitschrift Militär-Wochenblatt. Dadurch erzeugte er die Aufmerksamkeit von Generalleutnant a. D. Constantin von Altrock, dem Herausgeber dieser Zeitung, der Volckheim als Hauptverfasser des Monatsmagazins Der Kampfwagen gewann. In diesem stellte er schon die Forderung nach einer Funkausstattung der Panzer auf sowie die Verbesserung von Beweglichkeit und Panzerung. Der Einsatz sollte in geschlossenen Verbänden erfolgen.
Von 1932 bis 1933 war Volckheim Taktiklehrer für deutsche und russische Kursanten an der geheimen deutsch-sowjetischen Panzerschule Kama, die ein Geheimprojekt der Reichswehr und der Sowjetarmee war, und der Entwicklung von Panzerwagen in der Traktorenfabrik Kasan diente, und damit gegen das Verbot des Versailler Vertrages verstieß. In den späten 1930er Jahren beschäftigte er sich mit der Erstellungen von Vorschriften für die Panzertruppe.
Im Zweiten Weltkrieg diente Oberstleutnant Volckheim zunächst als Kommandeur der Panzer-Abteilung z. b. V. 40 in Norwegen und übernahm 1941 das Amt des Kommandeurs der Panzertruppenschule Wünsdorf. Er wurde vom Obersten Generalstab zu Geheimunternehmen und Taktik eingesetzt. So u. a. zur Suche nach einem Hafen, der geeignet war zur Anlandung von Panzern in Albanien.

## Werke

### Bücher
- Die deutschen Kampfwagen im Weltkriege. Berlin 1923; später neu veröffentlicht: Deutsche Kampfwagen greifen an! Erlebnisse eines Kampfwagenführers an der Westfront 1918. Berlin 1937.
- Der Kampfwagen in der heutigen Kriegführung. Berlin 1924.
- Der Kampfwagen und Abwehr dagegen. Berlin 1925.
- Unsere neue Panzertruppe. Bernard & Graefe, Berlin 1938.

### Artikel
- Über Kampfwagen im Bewegungskrieg. In: Militär Wochenblatt. Ausgabe 3, Berlin 1924.
- Kampfwagenverwendung im Bewegungskrieg. In: Militär Wochenblatt. Ausgabe 10, Berlin 1924.
- Raupen oder Räderantrieb bei Kampfwagen. In: Militär Wochenblatt. Ausgabe 5, Berlin 1924.
- Verwendung französischer Kampfwagen im Gefecht. In: Konstantin von Altrock: Der Kampfwagen. 1925.
- Die deutsche Panzerwaffe. In: Georg Wetzell (Hrsg.): Die Deutsche Wehrmacht. Berlin 1939, S. 293–338.